# Diện tích hình tròn

Minh họa công thức tính diện tích hình tròn của Archimedes

Diện tích hình tròn là diện tích của một hình tròn. Công thức của diện tích hình tròn là {\displaystyle S=\pi r^{2}} với r là bán kính. Ở đây, chữ cái Hy Lạp π đại diện cho hằng số tỉ lệ giữa chu vi và đường kính của một hình tròn bất kì, gần bằng 3.1416.

## Lịch sử
Diện tích của hình tròn đã được nghiên cứu bởi người Hy Lạp cổ đại. Eudoxus của Cnidus trong thế kỷ thứ 5 TCN đã tìm thấy rằng diện tích hình tròn là tỷ lệ thuận với bình phương bán kính của nó. Archimedes sử dụng các công cụ của hình học Euclide thấy rằng diện tích một hình tròn là tương đương với một tam giác vuông với chiều dài bằng chu vi hình tròn và chiều cao bằng bán kính của hình tròn.

## Sử dụng trong đa giác
Diện tích của một đa giác đều bằng một nửa chu vi của nó nhân với chiều dài đường trung đoạn của đa giác đều. Khi số lượng các cạnh của đa giác tăng lên, đa giác có xu hướng trở thành một hình tròn và các đường trung đoạn có xu hướng trở thành bán kính của hình tròn đó.